# Johnny Ringo

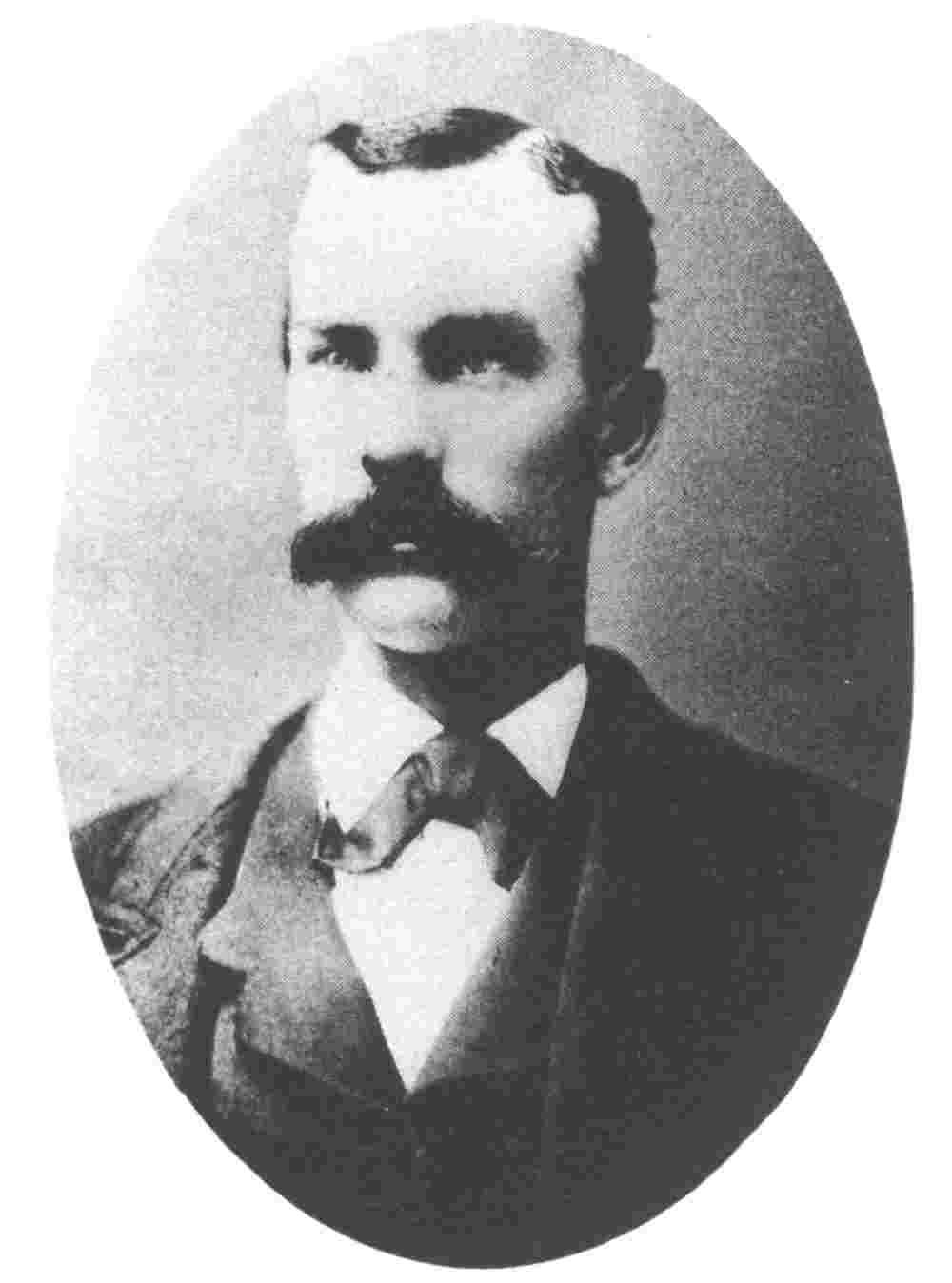
Die einzige bekannte Fotografie von Johnny Ringo

John Peters „Johnny“ Ringo (* 3. Mai 1850 in Greens Fork, Wayne County, Indiana; † 13. Juli 1882 im Turkey Creek Canyon, Arizona) war ein US-amerikanischer Revolverheld des amerikanischen Westens.

## Leben
John Peters Ringo war der erste Sohn von Martin Ringo und dessen Ehefrau Mary. Mary Peters wurde am 13. November 1826 in Missouri geboren. Sie war eine Tochter von John R. Peters und Frances A. Simms. Die Hochzeit mit Martin Ringo war am 5. September 1848 in Clay County, Missouri. Johnny Ringo hatte noch einen Bruder, Martin Albert, sowie drei Schwestern: Fanny Fern, Mary Enna und Mattie Bell.
Die Vorfahren der Ringos waren holländische Einwanderer und kamen aus Zeeland (Niederlande) 1657 nach Amerika.
Die Familie lebte ursprünglich in Wayne County, Indiana, bevor sie sich in Missouri niederließ. Dort lebten sie 1856 in Liberty und gingen 1858 nach Gallatin. Johnny Ringo besuchte das William and Jewell College in Liberty. Im Mai 1864 schloss sich die Familie mit zwei Planwagen einem Treck nach Kalifornien an, der anfangs aus insgesamt 70 Planwagen bestand. Sie wollten zu Johnny Ringos Tante Augusta, die in San José lebte. Auf dieser Reise erschoss sich am 30. Juli 1864 der Vater versehentlich mit seiner Schrotflinte in der Gegend von Wyoming.  Sie begruben ihn an Ort und Stelle und mussten die Reise fortsetzen. An einem Samstag, dem 8. Oktober 1864, kamen sie bei ihrem Cousin Charley Peters in Austin (Nevada) an. Mary Peters starb am 16. Juli 1876 in Kalifornien mit 49 Jahren.
Johnny Ringo war zwar ein gebildeter Mann, hatte jedoch eine gefährliche Neigung zum Alkohol. Er wurde ein Gefolgsmann der Clantons und McLaurys und war an mehreren Schießereien beteiligt. In Tombstone betätigte er sich zwar eine Zeitlang als Viehdieb, wurde aber von Sheriff John Behan zum Deputy ernannt.

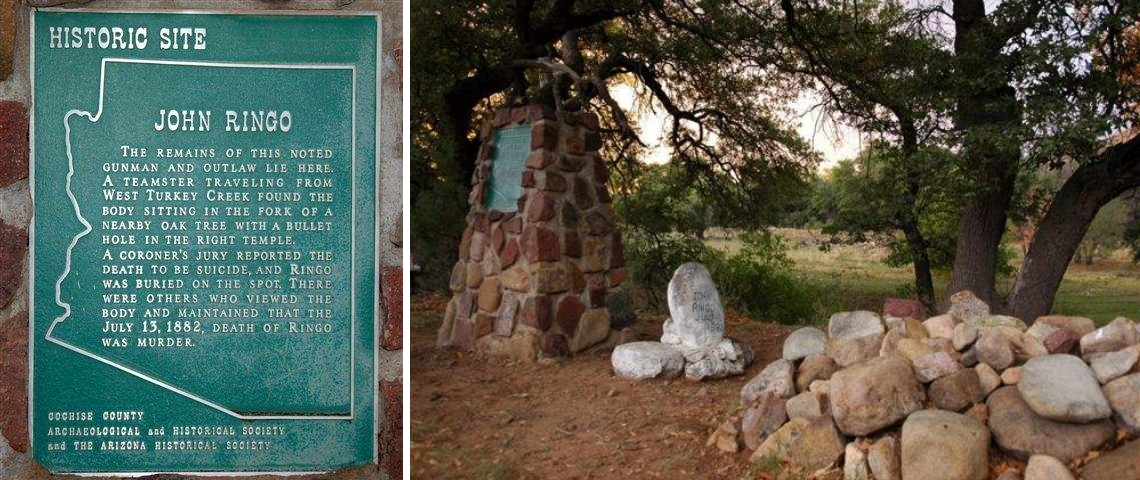
Gedenkplatte, „Grabstein“ und Grab von Ringo.

Nach einer zweiwöchigen Zechtour mit Buckskin Frank Leslie wurde Johnny Ringo am 14. Juli 1882 im Turkey Creek Canyon tot aufgefunden. Da er an einem Kopfschuss gestorben war, ging man offiziell davon aus, dass er Suizid begangen habe; es blieben jedoch Zweifel an dieser Version.

## Mediale Rezeption
Die Darstellung der Figur in Filmen und Fernsehserien ist zumeist historisch nicht korrekt.

### Film
- 1939: Ringo (Stagecoach)
- 1950: Der Scharfschütze (The Gunfighter)
- 1957: Zwei rechnen ab (Gunfight at the O. K. Corral)
- 1993: Tombstone

### Fernsehen
- 1959–1960: Johnny Ringo
- 1955–1961: Wyatt Earp greift ein (The Life and Legend of Wyatt Earp)

### Videospiele
- 2013: Call of Juarez: Gunslinger